# روبوسیانو بیلبائو
روبوسیانو بیلبائو (انگلیسی: Robustiano Bilbao؛ زادهٔ ۲۹ نوامبر ۱۸۹۷) بازیکن فوتبال اهل اسپانیا است.
وی همچنین در تیم ملی فوتبال اسپانیا بازی کرده‌است.